# Elisabeth Kranz
Elisabeth Kranz (* 8. September 1887 in Nordhausen; † 18. Oktober 1972 in Stuttgart) war eine deutsche Pädagogin und Schulleiterin.

## Leben
Kranz war die Tochter des Fabrikanten Friedrich Kranz und seiner Ehefrau Margarete, geb. Pflug. Die Familie zog 1894 nach Berlin. Von 1894 bis 1898 besuchte sie eine private Höhere Mädchenschule, anschließend die städtische "Viktoria-Luisenschule" in Berlin-Wilmersdorf. Von 1902 bis 1906 belegte sie dann "Realgymnasialkurse für Frauen" und machte 1906 am Königlichen Friedrichs-Realgymnasium in Berlin Abitur, was zu dieser Zeit für Mädchen nur über diese Umwege möglich war. Den Winter 1906/1907 verbrachte sie in England. Ab 1907 studierte sie dann Neuere Philologie, Geschichte und Geographie zunächst in Berlin, später dann in Tübingen, wo sie 1910 ihr Studium mit der Lehramtsprüfung und der Promotion abschloss. Kranz ging nach dem Studium in den Schuldienst und wurde 1928 zur Direktorin der Mädchenrealschule in Ludwigsburg. Damit war sie die erste Frau in Württemberg, die eine höhere Schule leitete. Im November 1936 wurde sie in den Ruhestand versetzt, angeblich aus gesundheitlichen Gründen, wie auch in einer Zeitungsmeldung angegeben war. Der wahre Grund lag jedoch vielmehr darin, dass sie sich vom Nationalsozialismus nicht vereinnahmen ließ und an ihrer liberalen Weltanschauung sowie an ihren jüdischen Freunden festhielt. Kranz wurde auch mehrfach denunziert. 
Nach ihrer Pensionierung zog sich Elisabeth Kranz ins Privatleben zurück. Sie übernahm die Stuttgarter Wohnung ihrer jüdischen Freundin, der Lehrerin Jenny Heymann, die emigrieren musste. Kranz unterhielt weiterhin Kontakte zu ihren jüdischen Freundinnen und Freunden und wurde 1942 von der Gestapo streng verwarnt.
Nach dem Ende der nationalsozialistischen Herrschaft wurde Elisabeth Kranz als Schulleiterin ihrer alten Schule in Ludwigsburg wieder eingesetzt. Bis 1950 war sie Schulleiterin der nun „Goethe-Oberschule für Mädchen“ genannten Einrichtung.

## Schriften
- Der Prinzregent und spätere Georg IV. als Gegenstand der Satire bei Thomas Moore und Byron. Stuttgarter Vereins-Buchdruckerei, Stuttgart 1912 (Tübingen, Univ., Diss., 1913).
- zusammen mit Elisabeth Meyn-von Westenholz: Die mittelalterliche Hausfrau. Herbig, Berlin 1931 (Quellenhefte zum Frauenleben in der Geschichte; 9b).

## Ehrungen
- In Ludwigsburg wurde eine Straße nach Elisabeth Kranz benannt.